# Kanton Saint-Remy-en-Bouzemont-Saint-Genest-et-Isson
Saint-Remy-en-Bouzemont-Saint-Genest-et-Isson is een voormalig kanton van het Franse departement Marne. Het kanton maakte deel uit van het arrondissement Vitry-le-François.
Het werd opgeheven bij decreet van 21 februari 2014 met uitwerking in maart 2015.

## Gemeenten
Het kanton Saint-Remy-en-Bouzemont-Saint-Genest-et-Isson omvatte de volgende gemeenten:
- Ambrières
- Arrigny
- Arzillières-Neuville
- Blaise-sous-Arzillières
- Brandonvillers
- Châtelraould-Saint-Louvent
- Châtillon-sur-Broué
- Drosnay
- Écollemont
- Giffaumont-Champaubert
- Gigny-Bussy
- Hauteville
- Landricourt
- Lignon
- Margerie-Hancourt
- Outines
- Les Rivières-Henruel
- Saint-Chéron
- Sainte-Marie-du-Lac-Nuisement
- Saint-Remy-en-Bouzemont-Saint-Genest-et-Isson (hoofdplaats)